# IBA Ilhéu de Curral Velho i costa adjacent

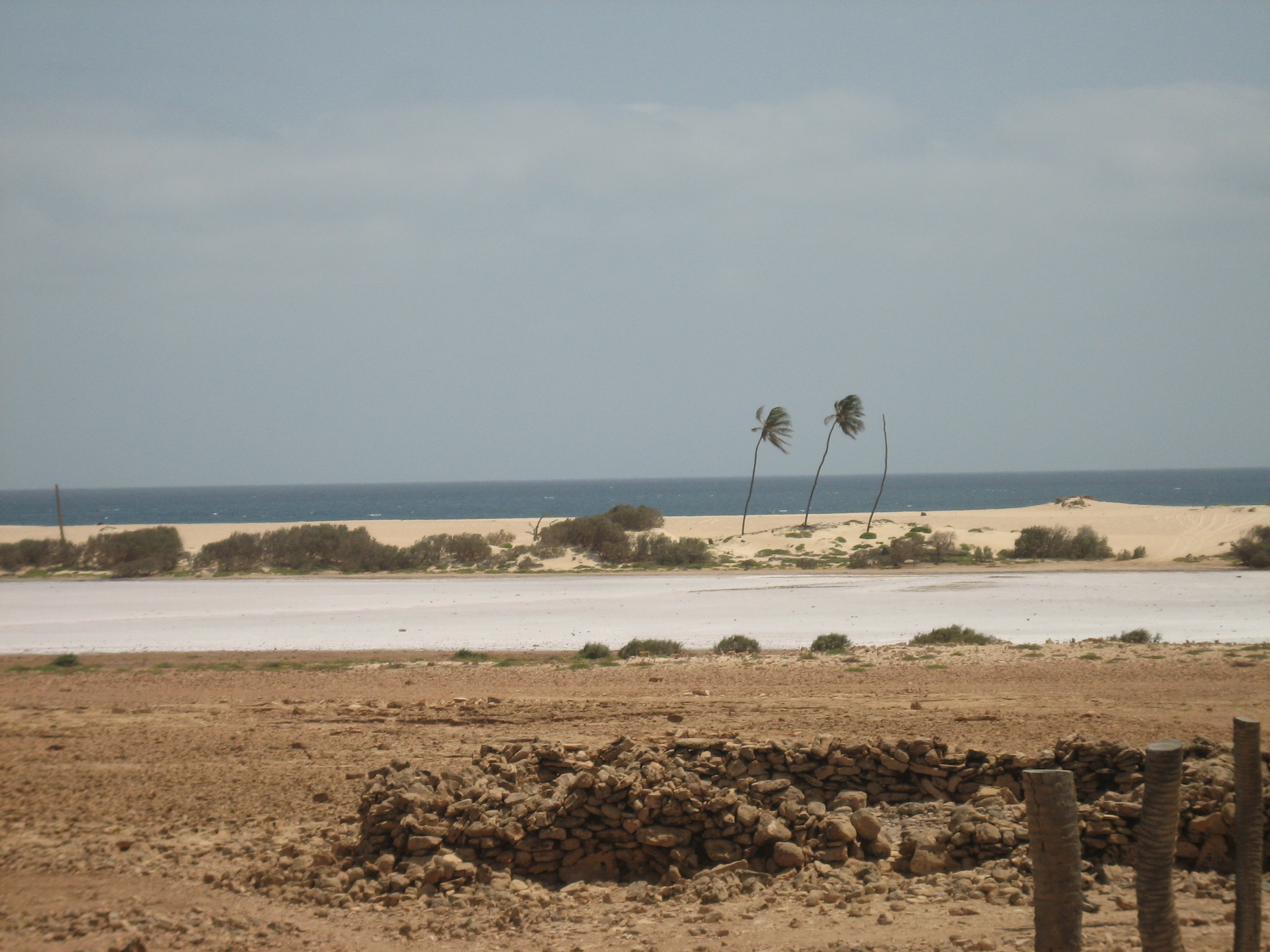
Paisatge a Curral Velho

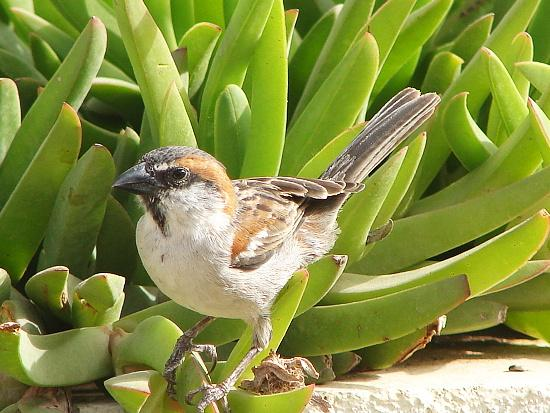
L'IBA és important per al pardal de Cap Verd

L'IBA Ilhéu de Curral Velho i costa adjacent es troba a l'extrem sud de l'illa de Boa Vista a l'arxipèlag Cap Verd davant de les costes del nord-oest d'Àfrica a l'oceà Atlàntic. És un lloc de 600 hectàrees que consisteix en l'illot de Curral Velho, així com la zona oposada a Boa Vista centrada al poble gairebé desert de Curral Velho. Disposa de la típica flora i fauna de zones àrides.

## Descripció
Les 0,5 hectàrees de l'ilhéu de Curral Velho són una roca calcària sense vegetació i molt erosionada, de 15 m d'alçada, situada a uns 500 m del punt més meridional de Boa Vista. A causa dels penya-segats de l'illot i els mars pesats que prevalen, l'accés és difícil i moltes vegades impossible. La zona principal de l'illa principal es compon de dunes de sorra, una llacuna i un oasi amb una vegetació dominada per palmes, acàcies i Tamarix senegalensis. Les platges de sorra són importants llocs d'implantació de les amenaçades tortuga carei i tortuga careta. Els llangardaixos trobats a l'àrea inclouen Chioninia spinalis i Hemidactylus bouvieri. El lloc està identificat com a Important Bird Area (IBA) per BirdLife International perquè dona suport a una població de pardals de Cap Verd.